# Hannah Eisendle
Hannah Eisendle   (Viena, 4 de juliol de 1993) és una compositora, directora i pianista austríaca.

## Biografia
Va estudiar a la Universitat de Música i a les Arts Escèniques de Viena i es va perfeccionar a Hamburg. Aviat es va vincular al món del teatre treballant com assistent musical a la Neue Oper Wien i en l'espai més experimental de lOper rund um, col·laborant com a co-directora en els projectes infantils i juvenils del Theatre an der Wien i com a repetidora a la Kammeroper Wien. El perfil es completa amb el seu interès constant per la interpretació d'obres dels segles XX i XXI.
Hannah Eisendle divideix la seva activitat musical entre la composició, la direcció d'orquestra i el piano. Als seus estudis amb el professor Mark Stringer, s'hi afegeix el treball més individualitzat amb Marin Alsop, Cristian Măcelaru, Per Sigmund Thorp i Christian Ewald, a més de bones converses amb Simon Rattle i Barbara Hannigan. en le vessant com a directora ha tingut l'oportunitat de dirigir representacions de Els contes d'Hoffman i Orfeus als Inferns d'Jacques Offenbach i Diàleg de carmelites de Francis Poulenc.
En la seva feina com a compositora; a Eisendle li agrada aplegar diferents formes d'expressió artística i observar les mútues transformacions. Interaccionar allò visual i allò acústic, buscar relacions de temps i espai...és un fonament en les seves obres instrumentals i vocals, la música multimèdia, les pel·lícules experimentals, incloent-hi la cooperació amb altres directors, actors, ballarins, escriptors i científics.
Com a pianista, Hannah Eisendle està especialment interessada en la interpretació de composicions contemporànies i en la interpretació de les obres de compositors proscrits. Actua com a solista, músic de cambra, repetidora i acompanyant de lied. Les aparicions internacionals inclouen, p. el Palau de Belles Arts de la Ciutat de Mèxic, el Carnegy Hall i el Fòrum Cultural Austríac de Nova York.